# Pierre Jean Jeanniot
 (juillet 2023).
Pour les articles homonymes, voir Jeanniot.
Pierre Jean Jeanniot, né le 9 avril 1933 à Montpellier, et mort le 22 juin 2025 à Montréal, est un administrateur québécois, né à Montpellier en France. Il a été président-directeur général d'Air Canada de 1984 à 1990 et de l'Association du transport aérien international (IATA) de 1993 à 2002,,,. Il porte le titre de directeur général émérite de l’IATA, honneur qui lui a été attribué pour souligner sa contribution exceptionnelle à l’aviation civile internationale. À la tête d’Air Canada, il a piloté le projet de privatisation de l’organisation, qui était alors une société d’État. De 2003 à 2009, il a occupé le poste de président du conseil de Thales Canada. M. Jeanniot est aujourd’hui le président de Jinmag inc., une société de gestion et d’investissement qu’il a fondée.

## Carrière
Comme directeur général et chef de la direction d’IATA, M. Jeanniot a transformé de fond en comble cette organisation, dont la mission consiste à soutenir les compagnies aériennes et tous les secteurs reliés à l’industrie aérienne,,. Sous sa gouverne, l’IATA est devenue un important fournisseur de prestations et de produits destinés à l’aviation internationale. L’organisation est aujourd’hui reconnue mondialement et s’affiche comme une référence dans le domaine du transport aérien.
En 1984, M. Jeanniot a été nommé président-directeur général d’Air Canada. À ce titre, M. Jeanniot a restructuré l’entreprise et a dirigé sa privatisation, ce qui lui a valu d’être reconduit pour un deuxième mandat en tant que PDG. Auparavant, il avait occupé divers postes stratégiques aux services des ventes, du marketing, de la planification et des services techniques de l’entreprise. Comme responsable des services techniques, M. Jeanniot a joué un rôle de premier plan dans le développement du premier système d’enregistrement de vol, la « boîte noire », un instrument indispensable qui a permis d’accroître la sécurité des passagers et des équipages d’appareils commerciaux,,,,,.

## Formation
M. Jeanniot est titulaire d’un baccalauréat en sciences physiques et mathématiques de l’Université Sir George Williams (aujourd’hui l’Université Concordia), d’un diplôme en administration des affaires de l’Université McGill et en statistiques mathématiques de l’Université de New York.

## Implications
Au cours de sa carrière, M. Jeanniot a siégé sur les conseils d’administration de plusieurs compagnies, notamment dans les domaines de l’aéronautique, de la haute technologie, des télécommunications, des finances et de l’édition. Il a été membre du conseil de la Banque Scotia pendant 14 ans,. Depuis 2010, Pierre Jeanniot siège au conseil d’administration du Gerson Lehman Group Consulting, un partenaire de Bloomberg L.P.
M. Jeanniot s’est également impliqué auprès de nombreux organismes à caractère social et caritatif. Il a été président du conseil d’administration de l’Université du Québec à Montréal et de la Fondation de l’UQAM, ainsi que chancelier de cette même institution de 1995 à 2008,,,. Il a aussi œuvré comme président d’honneur des campagnes de financement de la Société canadienne du cancer et de la Fondation Jeunesses Musicales du Canada. Il a été le président du Conseil de l’Unité canadienne et président-fondateur de l’association Les Canadiens en Europe (1998-2005), présente en France, en Belgique et en Grande-Bretagne,. Depuis 2008, il occupe le poste de président du conseil de la Fondation sur les antiviraux,,.
Pierre Jeanniot a également été l'un des acteurs centraux dans l'affaire M3I, dans laquelle, à titre de membre du conseil d'administration de la société M3I (à ce moment propriété de Nouveler, filiale de la société d'État Hydro-Québec), il a bénéficié d'options d'achat d'actions lui ayant procuré un profit de plus de 300 000 $ pour un investissement de moins de 6000 $.

## Honneurs
- 1988 - Doctorat honorifique de l'Université du Québec
- 1989 - Officier de l'Ordre du Canada
- 1989 - Prix d'excellence en gestion de la faculté d'administration de l'Université McGill
- 1990 - Prix Roger-Demers de l’Association des gens de l’air du Québec
- 1991 - Chevalier de l'Ordre national de la Légion d'honneur
- 1995 - Médaille de l'Ordre de l'Indépendance, premier niveau (Jordanie)
- 1997 - Doctorat honorifique de l'Université Concordia
- 2002 - Nommé chevalier de l’Ordre national du Québec
- 2004 - Introduit au Panthéon de l’Air et de l’Espace du Québec
- 2006 - Doctorat honorifique de l’Université McGill
- 2008 - Fellow de la Royal Aeronautical Society

## Archives
Il y a un fonds d'archives Pierre Jeanniot à Bibliothèque et Archives Canada. Numéro de référence archivistique R15495.